# Peter-Friedhofen-Kapelle

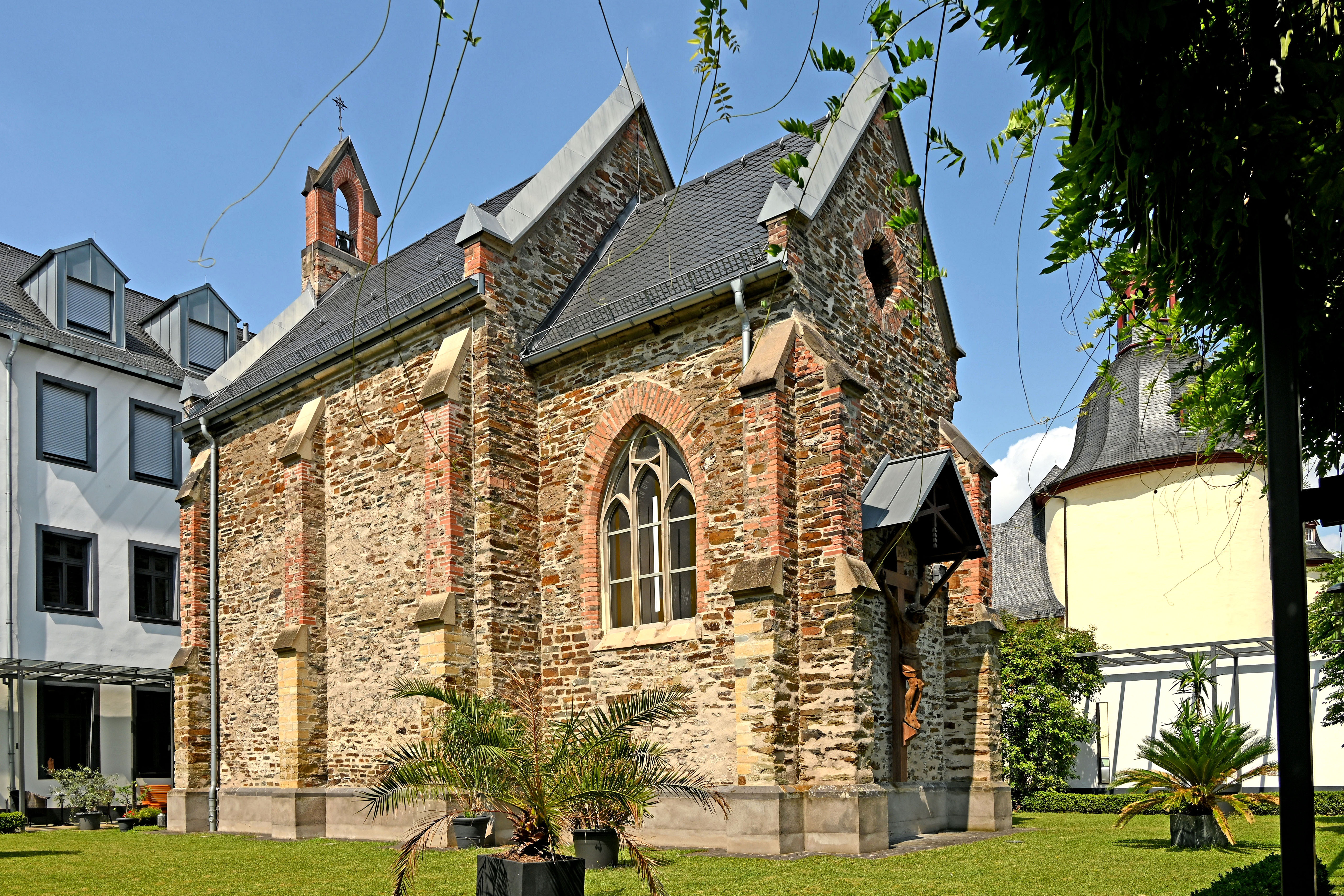
Peter-Friedhofen-Kapelle in der Altstadt von Koblenz

Die Peter-Friedhofen-Kapelle ist eine Kapelle des Ordens der Barmherzigen Brüder von Maria Hilf in der Altstadt von Koblenz. Hier stand das erste Mutterhaus des von Peter Friedhofen gegründeten Ordens.

## Geschichte
Die Kapelle wurde 1854 im Hof der ehemaligen Scholasterie des Stifts St. Florin nach Plänen von Vincenz Statz erbaut und 1855 geweiht. In der ehemaligen Scholasterie wohnte ab 1851 der Ordensgründer Peter Friedhofen, der den Bau der Kapelle veranlasste. Sie wurde auf einem ehemaligen römischen Rundturm errichtet.
Später verkauften die Brüder das Haus und die Kapelle an die Pfarrei Liebfrauen, nach dem Zweiten Weltkrieg erwarben sie das Grundstück wieder zurück, nutzten es aber nicht mehr selbst. Von 2011 bis 2013 wurde das Gebäude vor der Kapelle renoviert und mit einem Anbau versehen. Seit dem Ende der Baumaßnahmen lebt wieder ein Konvent der Brüder in ihrem ersten Mutterhaus.

## Bau
Die Kapelle ist ein unverputzter Bruchsteinbau mit neugotischer Hausteingliederung. Der Außenbau ist von umstehenden getreppten Strebepfeilern mit Wasserschlägen geprägt. Das verschieferte steile Dach wird über dem Haupteingang von einem hohen, modern verkleideten Giebelreiter gekrönt.
Im Inneren schließt sich an den zweiachsigen Saal ein eingezogener, flach geschlossener Chor an. Die beiden Joche des Saals besitzen ein Kreuzrippengewölbe, das von Schlusssteinen abgeschlossen wird. Im Chor befindet sich über den Jochen ein Sternrippengewölbe, in dessen Schlussstein das Lamm Gottes eingefasst ist. Der neugotische Altar trägt einen figürlichen Aufsatz aus Sandstein, der die Kreuzigung und auf den Orden bezogene Heilige darstellt.

## Denkmalschutz
Die Peter-Friedhofen-Kapelle ist ein geschütztes Kulturdenkmal nach dem Denkmalschutzgesetz (DSchG) und in der Denkmalliste des Landes Rheinland-Pfalz eingetragen. Sie liegt in der Denkmalzone Altstadt.
Seit 2002 ist die Peter-Friedhofen-Kapelle Teil des UNESCO-Welterbes Oberes Mittelrheintal.

Peter-Friedhofen-Kapelle (Koblenz)
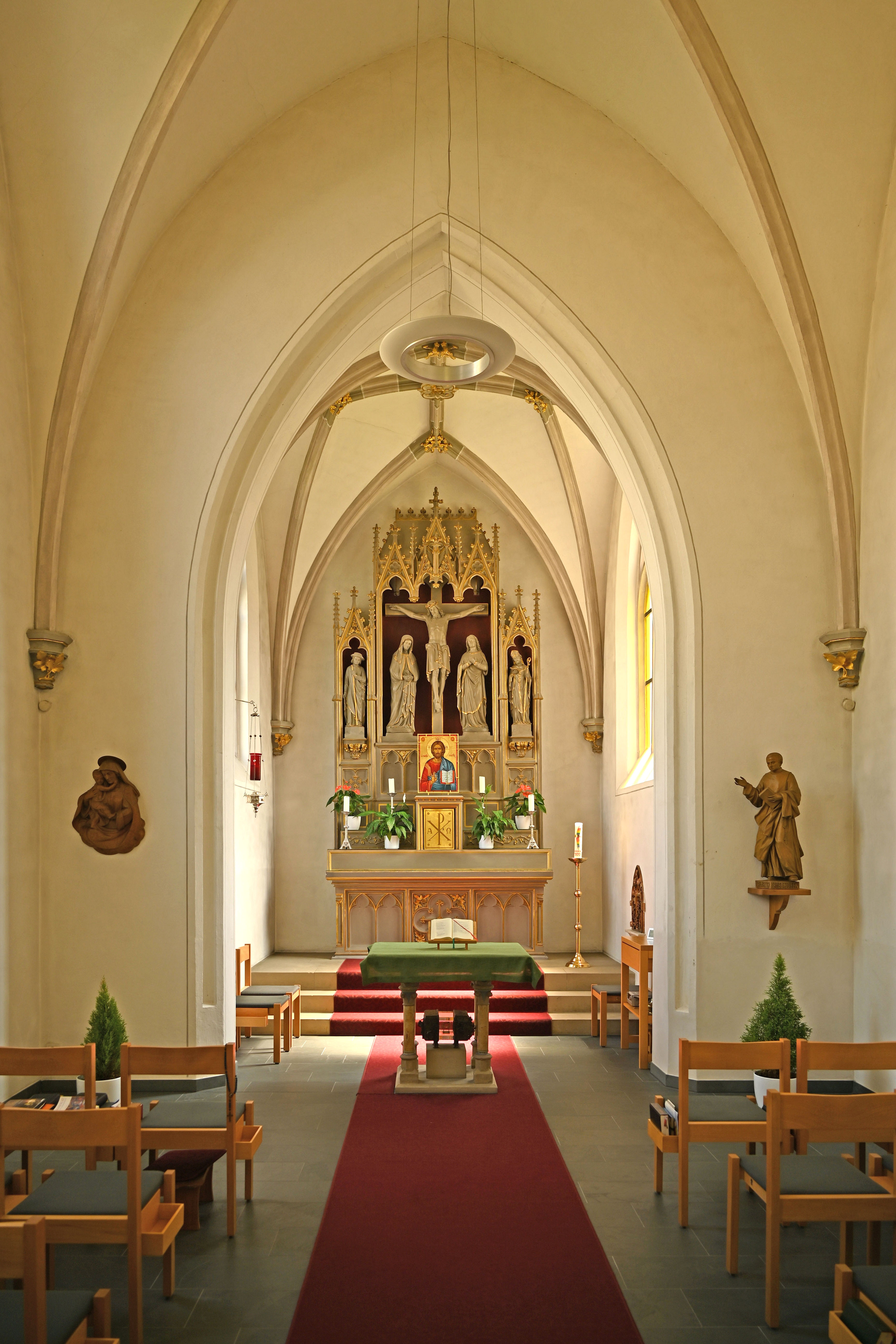
Innenraum
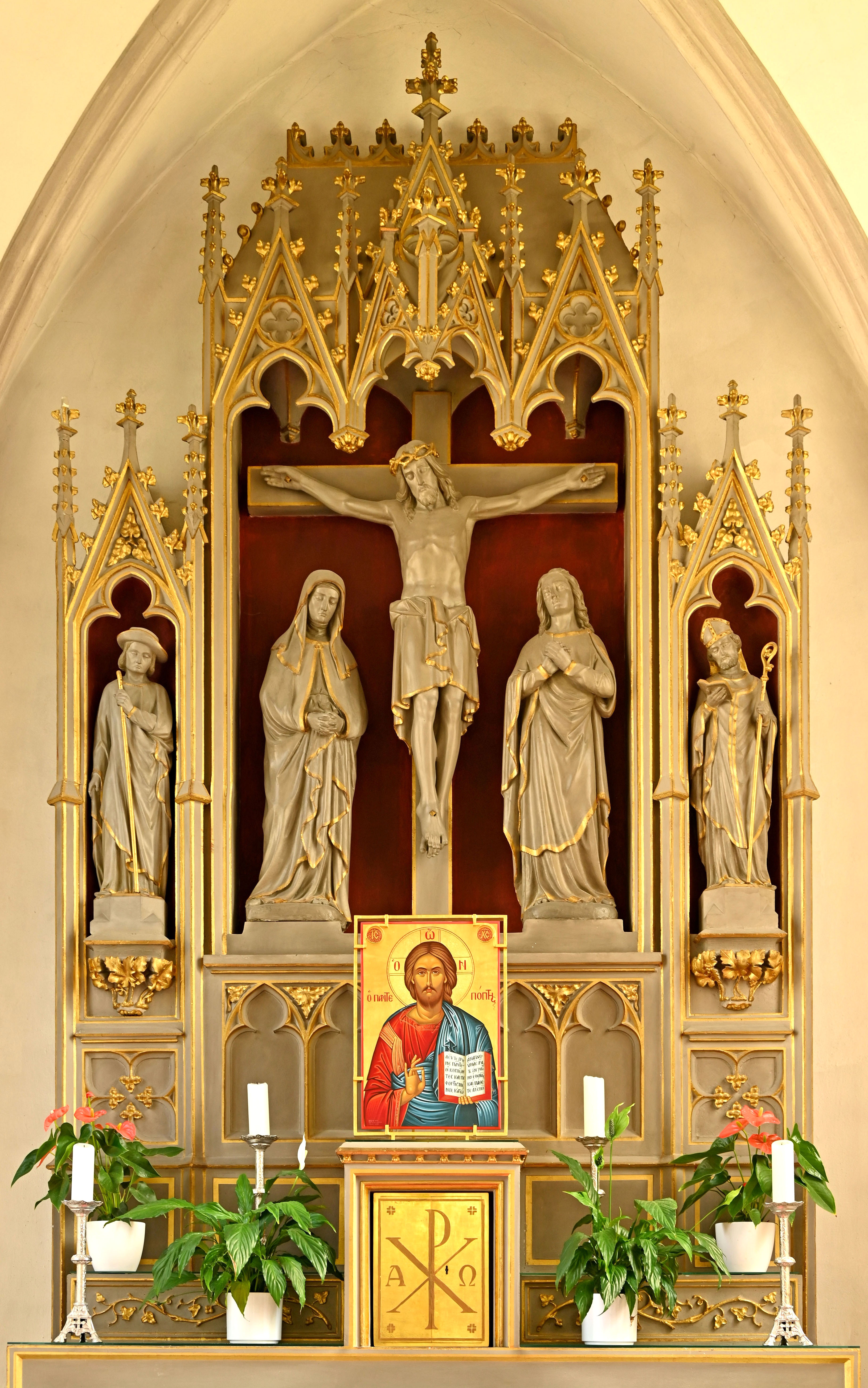
Hochaltar
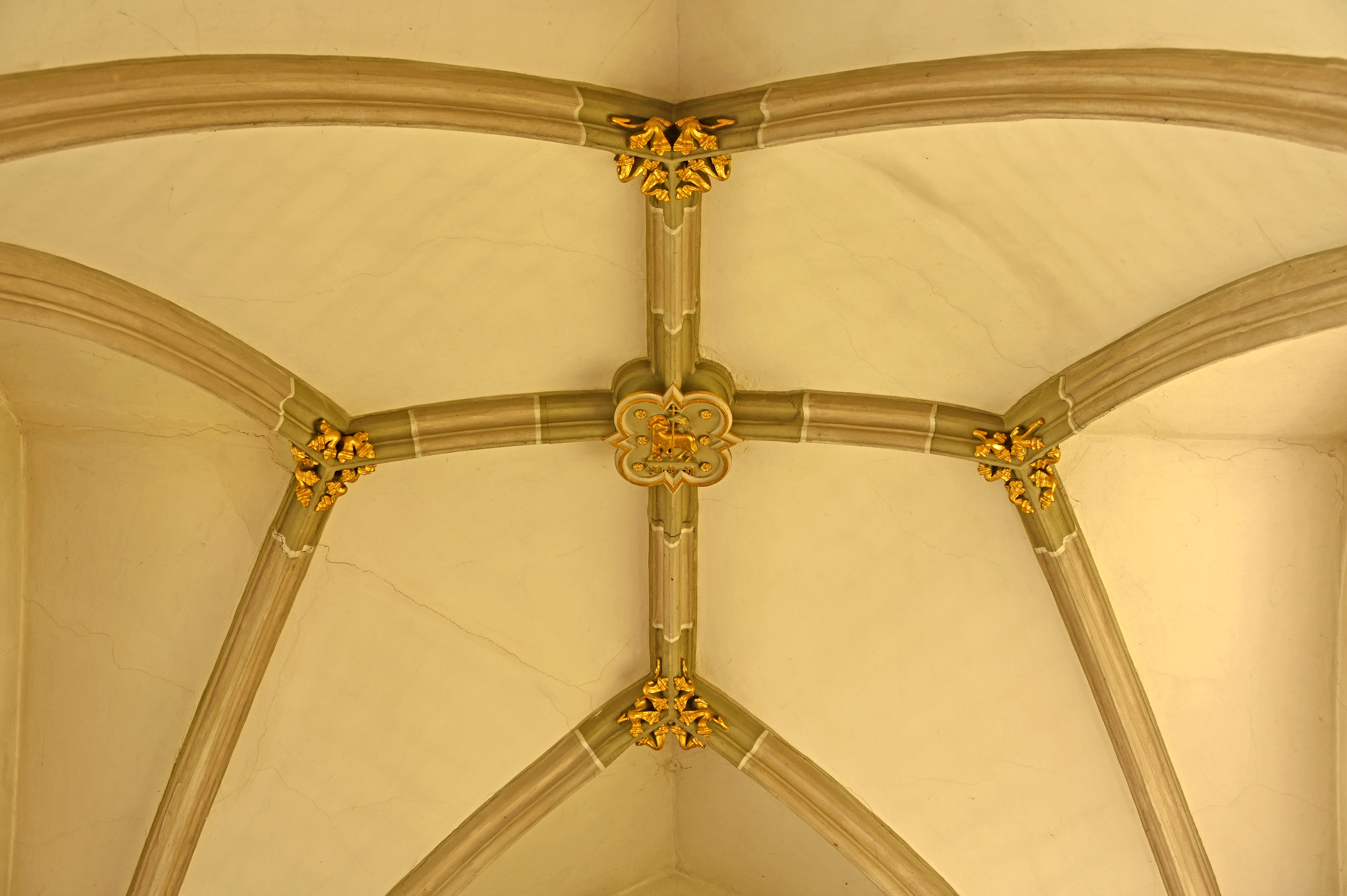
Sterngewölbe
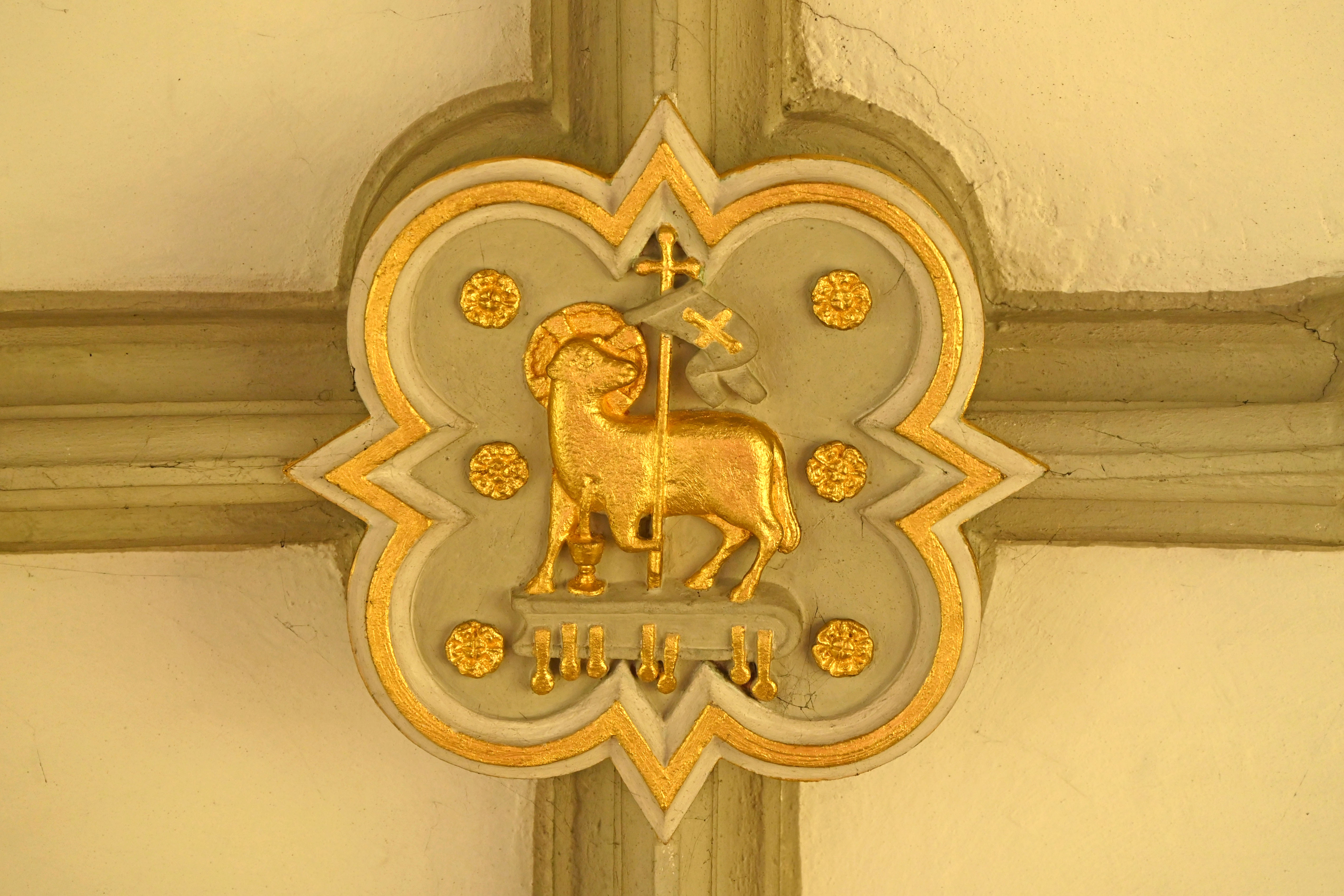
Schlussstein
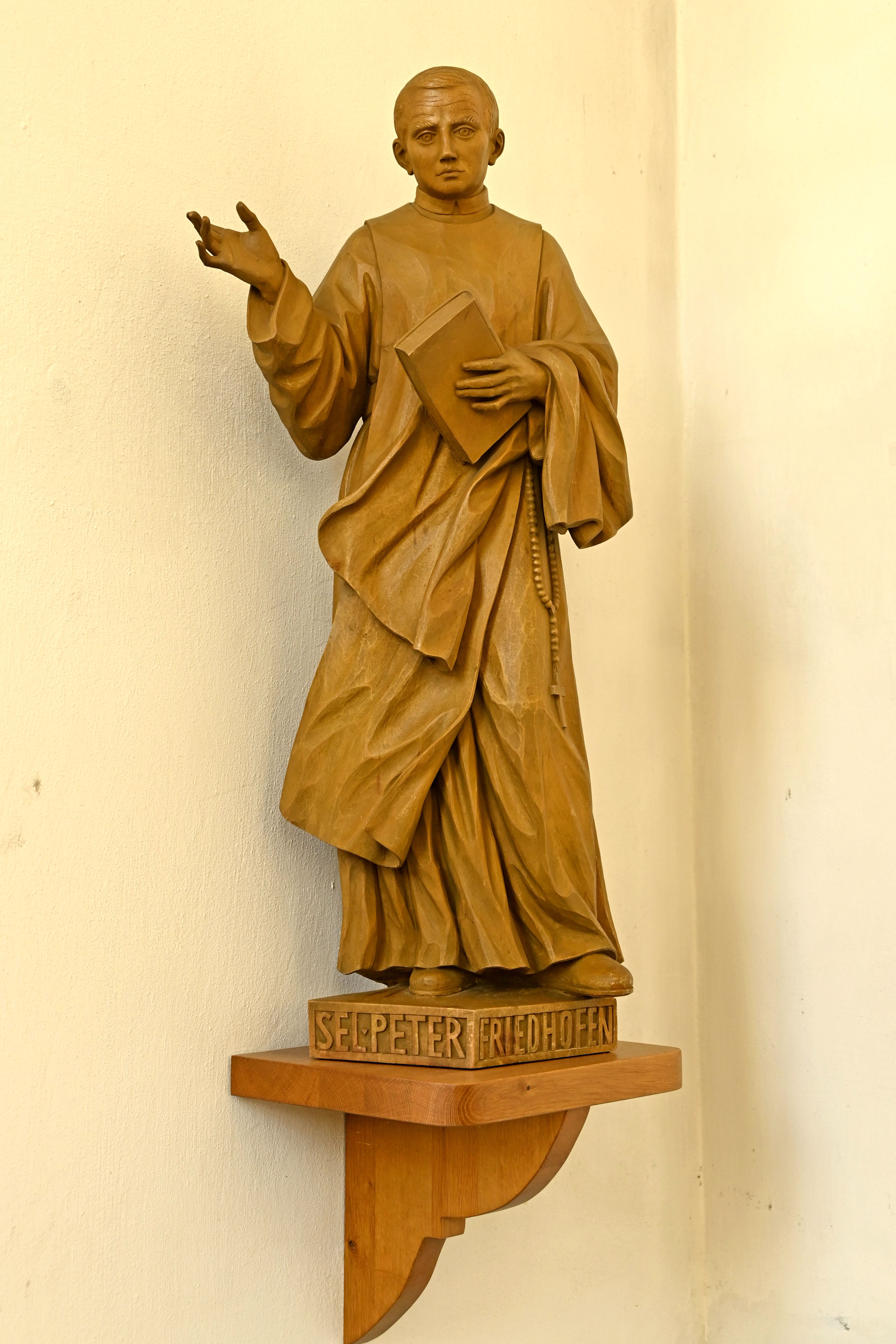
Statue P. Friedhofen
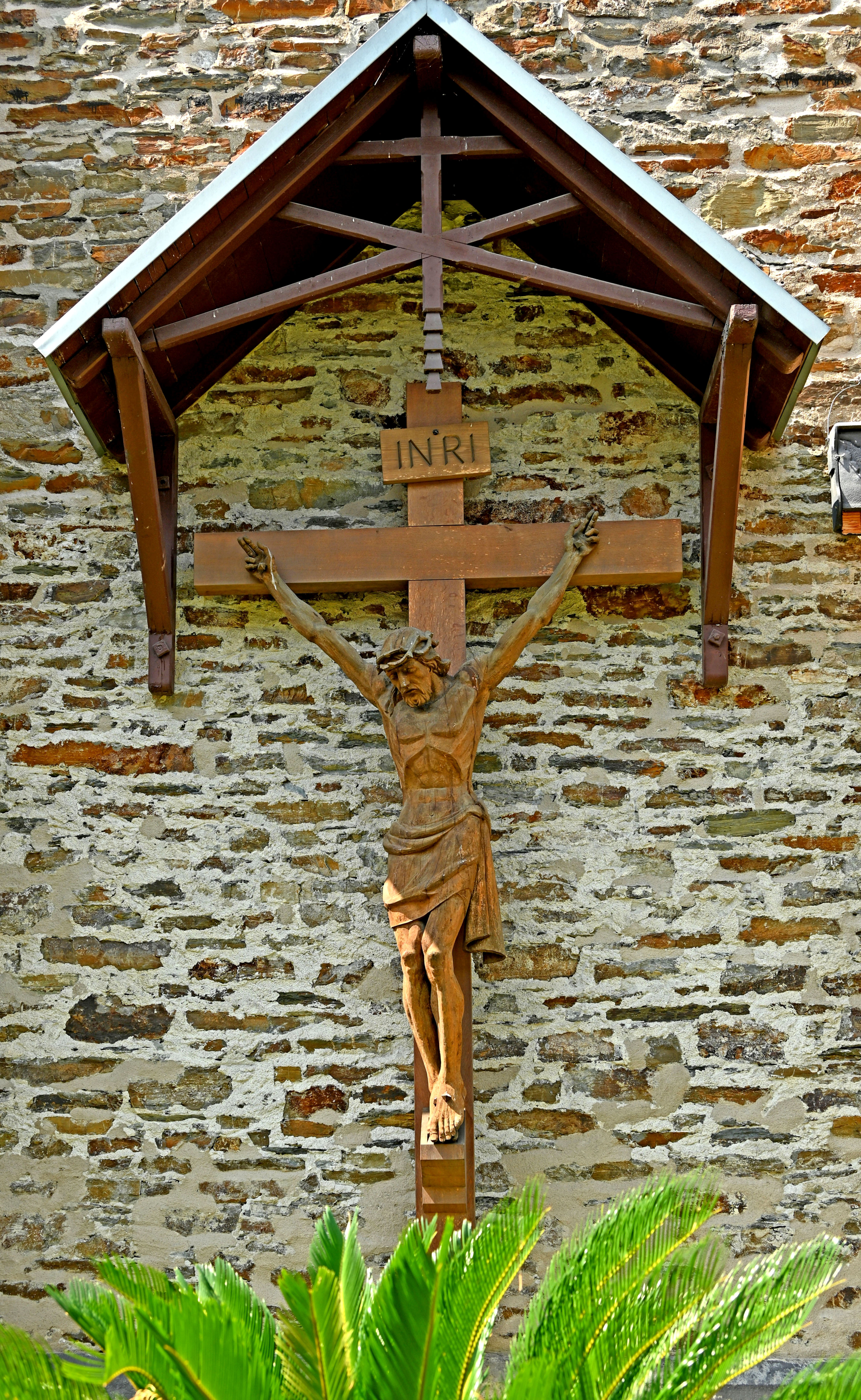
Kruzifix